# República de la Nueva Granada
República de la Nueva Granada fue el nombre que recibió la república unitaria creada por las provincias centrales de la Gran Colombia tras la disolución de ésta en 1830. Mantuvo ese nombre desde 1831 hasta 1858, cuando pasó a llamarse Confederación Granadina. Su territorio abarcaba los actuales países de Colombia y Panamá, luego en su momento de máxima extensión, se llegó a disputar con la República Federal de Centro América y con el Reino de Gran Bretaña, la soberanía sobre la Costa de Mosquitos, actualmente en Nicaragua.

## Historia
Tras la disolución de la Gran Colombia, de los territorios que conformaban los departamentos del norte y sur, surgieron dos nuevos países denominados Estado de Venezuela y Estado del Ecuador. Las provincias que geográficamente ocupaban la parte central de la desintegrada Gran Colombia, que en ese entonces comprendía los antiguos departamentos de Boyacá, Cauca, Cundinamarca, Magdalena e Istmo, decidieron formar un nuevo Estado. La época de República de la Nueva Granada se caracterizó por cambios políticos, sociales y económicos, los cuales ocasionaron disputas y enfrentamientos entre diversos sectores sociales.
Mediante el Convenio de Apulo (llevado a cabo el 28 de abril de 1831), el general Rafael Urdaneta, último presidente de la Gran Colombia, entregó el mando a Domingo Caycedo (3 de mayo de 1831).

### La Constitución de 1832
El 20 de octubre de 1831 se realizó una Convención Granadina en donde se aprobó la separación y en la cual se estableció una república centralizada y presidencialista llamada transitoriamente «Estado de la Nueva Granada» hasta la promulgación de una nueva constitución. El 17 de noviembre de 1831 se promulgó la Ley Fundamental, pero se siguió trabajando en ella durante 1832. Francisco de Paula Santander fue nombrado presidente por el Congreso por un período de cuatro años, en tanto el período de los senadores se redujo de ocho a cuatro años y el de los representantes de cuatro a dos años. Se eliminaron los departamentos, dejando solo las antiguas provincias. Se otorgó mayor representación y poder a las provincias.
En este periodo los centralistas y los eclesiásticos empezaron a distinguirse con el nombre de conservadores y sus oponentes los federalistas, con el nombre de liberales.
El 29 de febrero de 1832 la Convención Nacional, conformada por los representantes de las provincias de Antioquia, Barbacoas, Bogotá, Cartagena, Mompós, Neiva, Pamplona, Panamá, Pasto, Popayán, Socorro, Tunja, Vélez y Veraguas, sancionaron una nueva constitución por medio de la cual el país se denominó oficialmente «República de la Nueva Granada» a partir del 1 de marzo de dicho año.

### Guerra de los Supremos
El presidente José Ignacio de Márquez sancionó una ley en 1838 que suprimía los conventos católicos que albergaran menos de ocho religiosos con el fin de usarlos como centros de instrucción pública, lo que provocó que el 30 de junio de 1839 varios sacerdotes de la ciudad de San Juan de Pasto se sublevaran, aun cuando esta medida contaba con el apoyo del arzobispo de Bogotá.
El alzamiento fue sofocado dos meses después, pero se recrudeció cuando los caudillos regionales se alzaron contra el Gobierno central con el fin de obtener reivindicaciones políticas y económicas (de ahí su nombre de «guerra de los Supremos»). En julio de 1840 José María Obando se escapó de la cárcel donde se encontraba esperando juicio por el asesinato de Antonio José de Sucre en 1828 e inició un alzamiento que fue aprovechado por otros dirigentes antigobernistas para generalizar la guerra civil.
La guerra pronto se expandió por otras provincias e incluyó un conflicto fronterizo con la República del Ecuador, porque de allí dependía el clero de Pasto. En el momento que las tropas ecuatorianas comandadas por Juan José Flores cruzaron la frontera, estos comandantes se sublevaron en sus respectivas regiones. Sin embargo, este movimiento no contó con una dirección única, lo que permitió su derrota en 1842.

### La separación de Panamá de 1840
La guerra de los Supremos motivó a la dirigencia política panameña a sustraer al istmo de Panamá del conflicto y proclamar una república independiente y soberana del resto del país. El 18 de noviembre de 1840, con el liderazgo del general Tomás Herrera, se instituye mediante Ley Fundamental el Estado del Istmo. La reincorporación del istmo de Panamá estuvo condicionada a que el Gobierno de la Nueva Granada adoptara un sistema político federal que satisficiera las necesidades de los istmeños.
Este país independiente tuvo una duración de trece meses y algunos días; tan pronto como el Gobierno neogranadino logró vencer a los beligerantes, se preparó en el Cauca una expedición militar para invadir el istmo. El general Tomás Cipriano de Mosquera buscó evitar el inminente conflicto, enviando como comisionados al comandante Julio Arboleda, quien no tuvo éxito. Posteriormente el coronel Anselmo Pineda y Ricardo de la Parra, comisionados por Rufino Cuervo, obtendrían éxito en la celebración de un convenio el 31 de diciembre de 1841 que reincorporó el istmo de Panamá a la Nueva Granada.
Este sería el más exitoso de los intentos de separación de Panamá de Colombia y sus distintas denominaciones históricas durante el siglo XIX.

### Reforma constitucional de 1843
Durante la presidencia del general Pedro Alcántara Herrán se fortaleció el poder del presidente con el fin de poder mantener el orden en todo el territorio nacional, que en ese entonces se encontraba en guerra civil; se hizo una intensa reforma educativa y se impuso el autoritarismo y centralismo en todo el territorio nacional, que el conservadurismo utilizó para su ventaja.
Entre 1849 y 1853 el número de provincias se aumentó de 22 a 36.

### La separación de Panamá de 1850
En 1850 el general José Domingo Espinar y E. A. Teller, editor del periódico Panama Echo, llevaron a cabo una revolución la madrugada del 29 de septiembre, que terminó con la segunda separación de Panamá de la Nueva Granada. Obaldía, gobernador del Istmo, no estaba de acuerdo con esta separación, ya que veía al istmo todavía no preparado para asumir el control de su destino, convenciendo de desistir y reintegrar nuevamente al istmo.

### Guerra civil de 1851
Tras las reformas iniciadas por el presidente José Hilario López, que incluían la libertad de los esclavos (21 de mayo de 1851), expulsión de los jesuitas, supresión de la pena de muerte y la prisión por deudas, y la consagración de la libertad de prensa y el juicio por jurados, los terratenientes caucanos se sublevaron en contra de este por considerarlas demasiado liberales.
Es así como el 22 de mayo los rebeldes se pronunciaron en el sur del país y Julio Arboleda intentó capturar San Juan de Pasto, pero fue derrotado; también se dieron levantamientos en Sogamoso, Mariquita, Guatavita y El Guamo. Para sofocar estas sublevaciones, el Gobierno nombró entonces al general José María Obando como general en jefe del Ejército del Sur y al general Tomás Herrera, comandante en el Valle del Cauca, quienes gradualmente fueron aplacando estos enfrentamientos armados. La guerra fue terminada a finales del año, con la derrota de Mariano Ospina Rodríguez el 30 de agosto y la capitulación del general Borrero el 10 de septiembre.

### Reforma constitucional de 1853
El péndulo constitucional se movió hacia el método liberal. Entre las nuevas medidas se dio inicio al federalismo, se eliminó la esclavitud, se extendió el sufragio a todos los hombres mayores de 21 años, se impuso el voto popular directo para elegir congresistas, gobernadores y magistrados, se estableció la libertad administrativa y la libertad religiosa, hubo una separación entre la Iglesia y el Estado y se terminó la personalidad jurídica de la Iglesia católica. Algunos de los avances se revirtieron más tarde en la constitución colombiana de 1886.
En septiembre de 1853 se realizaron las elecciones para elegir el procurador y la Corte Suprema de Justicia; y el 3 de octubre de 1853 se eligieron el gobernador de Bogotá contabilizando los votos por distrito parroquial.

### Guerra civil de 1854
Tras las elecciones presidenciales de 1853, en las cuales el candidato liberal radical Tomás Herrera (apoyado por el general José María Melo) fue derrotado por el candidato liberal moderado José María Obando, Melo no aceptó su derrota y dio un golpe de Estado el 17 de abril de 1854 contra el presidente Obando. De forma inmediata se formó una alianza «constitucionalista» militar de radicales y conservadores, quienes iniciaron la ofensiva contra Melo: combatieron en Pamplona, Bucaramanga, Vélez, Tunja, Tequendama y Cali, y lograron cercar al ejército melista en el perímetro de la ciudad de Bogotá. Melo organizó sus fuerzas en el llamado «Ejército Regenerador», que sumaba unos 11 042 efectivos.
Melo permaneció en el poder ocho meses, pero finalmente las tropas constitucionalistas del norte y sur del país se unieron, hasta sumar 11 000 hombres, que rodearon a los 7000 melistas que defendían Bogotá. El 4 de diciembre del mismo 1854, la alianza entró victoriosa a Bogotá, tras derrotar al ejército melista y sus aliados, los liberales moderados y artesanos. Estos últimos presentaron resistencia tenaz durante el asalto final a la capital, razón por la cual el partido vencedor desterró a centenares de artesanos al río Chagres en Panamá. El conflicto costó unas 4000 vidas.

### Fin de la república
Durante los años 1848 y 1849 se acuñaron los nombres de los partidos tradicionales —Liberal y Conservador—, sus diferencias ideológicas tomaron cuerpo y se fue dejando atrás el énfasis en personalismos.
A partir de 1849, durante el gobierno del general José Hilario López, el país tuvo una transformación política y económica fuerte, ya que empezó a reemplazarse la estructura colonial por la del capitalismo.[cita requerida]
La lucha ideológica, política y militar en todo el territorio para definir el destino del país radicalizó sectores y regiones. Se creó el ambiente propicio para el surgimiento (1849) y la configuración definitiva de los partidos históricos colombianos: el Liberal (Ezequiel Rojas) y el Conservador (Mariano Ospina Rodríguez y José Eusebio Caro).
La República de Nueva Granada se convirtió en Confederación Granadina al aprobarse la Constitución de 1858, con lo cual se inicia la etapa federalista. En 1863 adoptó el nombre de Estados Unidos de Colombia.

## Presidentes
Catorce fueron los presidentes de la República de la Nueva Granada:
| Foto | Foto | Presidente                   | Periodo                                     | Partido     | Comentarios |
| ---- | ---- | ---------------------------- | ------------------------------------------- | ----------- | --- |
|      |      | José María Obando            | 23 de noviembre de 1831-10 de marzo de 1832 | Federalista | Vicepresidente Provisional |
|      |      | Francisco de Paula Santander | 10 de marzo de 1832-1 de abril de 1837      | Federalista | Padre de la República y Primer Presidente Constitucional de la Nueva Granada, hoy Colombia. Fundador de la Educación Pública.                               |
|      |      | José Ignacio de Márquez      | 1 de abril de 1837-1 de abril de 1841       | Centralista | |
|      |      | Pedro Alcántara Herrán       | 1 de abril de 1841-1 de abril de 1845       | Centralista | Yerno del general Mosquera |
|      |      | Domingo Caycedo              | 1 de abril de 1841-2 de mayo de 1841        | Centralista | Vicepresidente |
|      |      | Juan de Dios Aranzazu        | 5 de julio de 1841-19 de mayo de 1842       | Federalista | Presidente del Consejo de Estado |
|      |      | Tomás Cipriano de Mosquera   | 1 de abril de 1845-1 de abril de 1849       | Federalista | |
|      |      | José Hilario López           | 1 de abril de 1849-1 de abril de 1853       | Liberal     | Abolió la esclavitud en el país y emprendió un ambicioso plan de reformas que tocaron la economía y la política                                             |
|      |      | José María Obando            | 1 de abril de 1853-17 de abril de 1854      | Liberal     | |
|      |      | José María Melo              | 17 de abril de 1854-4 de diciembre de 1854  | Liberal     | De facto. Llegó al poder por un golpe de Estado apoyado por los artesanos de Bogotá. Primer presidente destituido por el congreso. Murió fusilado en México |
|      |      | Tomás Herrera                | 21 de abril de 1854-5 de agosto de 1854     | Liberal     | Nació en Panamá. Murió en combate poco después de dejar el cargo                                                                                            |
|      |      | José de Obaldía              | 5 de agosto de 1854-1 de abril de 1855      | Liberal     | Nació en Panamá. Primero fue Vicepresidente |
|      |      | Manuel María Mallarino       | 1 de abril de 1855-1 de abril de 1857       | Conservador | |
|      |      | Mariano Ospina Rodríguez     | 1 de abril de 1857-22 de mayo de 1858       | Conservador | |

## Organización territorial
De acuerdo con la Constitución, el territorio de la Nueva Granada se dividió en provincias. Cada provincia se componía de uno o más cantones, y cada cantón se dividía en distritos parroquiales.
Así mismo, la República comprendía algunos territorios nacionales, ubicados en su mayoría en las periferias del país.

## Geografía
De acuerdo con la Constitución, los límites del territorio de la República fueron los mismos que en 1810 dividían el territorio del Virreinato de la Nueva Granada del de las capitanías generales de Venezuela y Guatemala, y del de las posesiones portuguesas de Brasil; y los que, por el tratado aprobado por el Congreso de la Nueva Granada en 30 de mayo de 1833, lo dividen del de la República del Ecuador.

## Economía
La economía de la República de la Nueva Granada se basó en la comercialización de productos agrarios, provenientes de diferentes partes del país, además de la apertura de los puertos a potencias extranjeras diferentes a España, lo que ocasionó tratos desiguales.
Como el resto de Hispanoamérica, la economía de la Nueva Granada durante la Colonia se centró en la minería y la agricultura. El control de la metrópoli sobre todos los ámbitos de la producción y el recaudo de impuestos llevó a que la economía fuera poco dinámica. Los españoles tenían el monopolio sobre la explotación minera, al servicio de las arcas de la península, hacia donde partían la mayoría de los metales. A su vez, la Corona tenía el monopolio en el comercio de productos manufacturados hacia las colonias. Por su parte, la producción agrícola era bastante rudimentaria y se centraba en satisfacer las necesidades internas.[cita requerida]

## Demografía
Según el censo de 1851, la población total del país era de 2 240 054 habitantes, de los cuales 1 086 705 eran hombres y 1 153 349 mujeres. De entre todas las provincias, las más habitadas eran la de Bogotá, Tunja, Socorro y Tundama.

## Cultura
De acuerdo con la Constitución, la religión católica era el único culto mantenido por la República.

## Símbolos nacionales
Al fragmentarse la Gran Colombia, sus países sucesores siguieron usando los mismos emblemas que poseía esta nación de forma provisional, hasta que fueran decretadas insignias propias. De este modo, desde el 17 de diciembre de 1831 hasta el 9 de mayo de 1834, la Nueva Granada, convertida en república, usó la misma bandera y el mismo escudo grancolombiano, tan solo añadiendo el lema «Estado de Nueva Granada» en su bordura para diferenciarlo del empleado por sus vecinos.
El 9 de mayo de 1834 Francisco de Paula Santander, en calidad de presidente de la República de la Nueva Granada, estableció finalmente los colores y su disposición en la bandera. Igualmente el decreto definió la forma y elementos básicos del escudo de la República, los cuales en su mayoría han permanecido intactos desde entonces.